# Kymriska Wikipedia
Kymriska Wikipedia är den kymriska språkversionen av Wikipedia. Den startade i juli 2001. Den har 282 000 artiklar i maj 2025.